# 成都经济技术开发区
成都经济技术开发区是位于四川省成都市龙泉驿区内的国家级经济技术开发区。1990年7月，由成都市人民政府设立。2000年2月13日，中国国务院回复四川省人民政府的申请，批准成为国家级经济技术开发区。

## 规划
中国国务院在2000年批准的开发区在龙泉驿区境内的规划，南起东泉路，北至北泉路，东至龙环路，西至东风路，规划范围总用地9.94平方公里。